# Dschinghis Khan

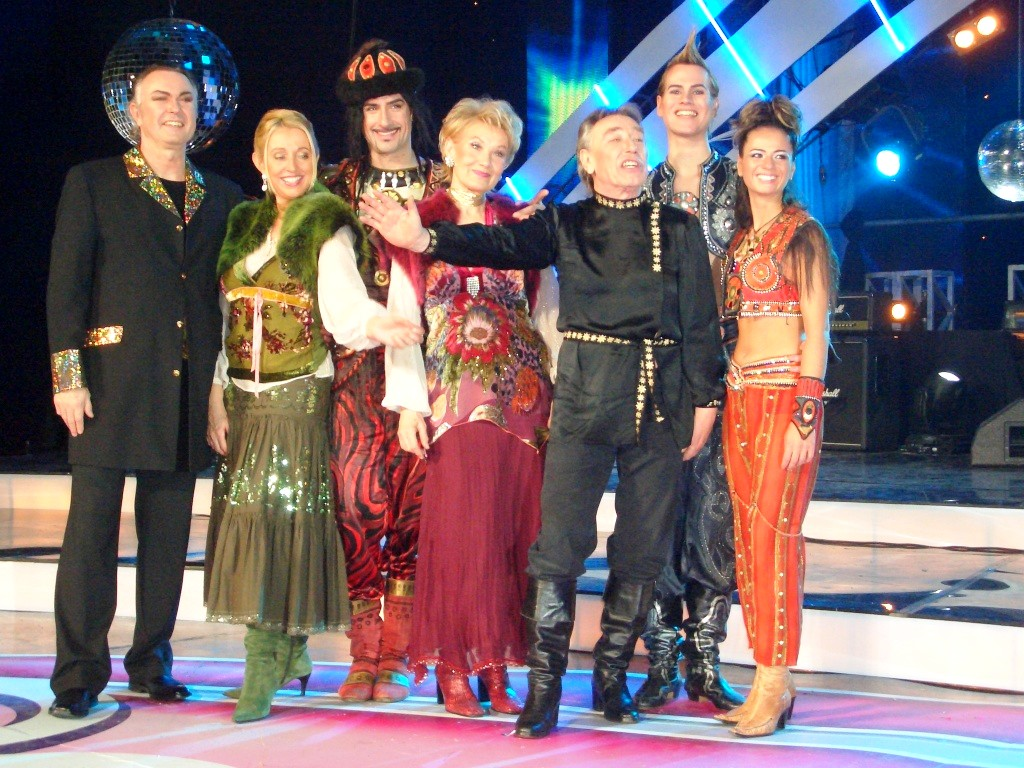
2005: Wolfgang Heichel, Henriette Strobel, Stefan Track, Edina Pop, Steve Bender, Daniel Käsling, Ebru Kaya

 Dschinghis Khan este o trupă muzicală germană, care între anii 1979 și pe la mijlocul anilor 1980 a produs o serie de șlagăre sub conducerea lui Ralph Siegel. Printre cele mai renumite hituri ale lor sunt Dschinghis Khan și Moskau (1979). În anul 1999 vor realiza un comeback cu The Legacy of Genghis Khan.

## Albume
- Dschinghis Khan (1979)
- Rom (1980)
- Greatest Hits (1980, LP Rom Japanische Pressung)
- Viva (1980)
- Wir sitzen alle im selben Boot (1981)
- Helden, Schurken & der Dudelmoser (1982)
- Corrida (1983)
- Star Portrait
- Die Großen Erfolge
- Star Gala (Doppel-LP)
- Dschinghis Khan (Karussell)
- Greatest Hits (1992, LP Rom japanische Pressung)
- Huh Hah Dschinghis Khan (1993)
- Golden Best (1993, koreanische Pressung)
- 1 (1994, LP Dschinghis Khan russische Pressung)
- Best of Best (1994, japanische Pressung)
- Dschinghis Khan (1994, LP japanische Pressung)
- Rom (1995, LP, russische Pressung)
- Wir sitzen alle im selben Boot (1995, LP, russische Pressung)
- Helden, Schurken & der Dudelmoser (1995, LP, russische Pressung)
- Die großen Erfolge (1995)
- Die großen Erfolge (1998, Box Set, 3 CDs)
- History of Dschinghis Khan (1999)
- Genghis Khan Non-Stop Best Hits (2001, japanische Pressung)
- Star Collection (2002, 2 CD)
- In the Mix (2003)
- The Jubilee Album (Hits and Rarities) (2004)
  - The Jubilee Album (Hits and Rarities) (2004, limited edition)
- Best of Genghis Khan (2005, japanische Pressung)
  - Best of Genghis Khan (2006, japanische Pressung, special edition)
- 7 Leben (2007)
- Hautnah - die Geschichten Meiner Stars (2007)
- In The Mix (2008)

## Single-uri
- Dschinghis Khan (1979)
- Moskau (1979)
- Hadschi Halef Omar (1979)
- Rom (1980)
- Pistolero (1981)
- Loreley (1981)
- Wir sitzen alle im selben Boot (1981)
- What Shall We Do with the Drunken Sailor / Promosingle (1981)
- Klabautermann (1982)
- Dudelmoser (1982)
- Himalaja (1983)
- Corrida (1983)
- Olé olé (1984)
- Mexiko (1985)
- (Dschinghis Khan Family) Wir gehören zusammen (1986)
- (Dschinghis Khan Family) Fang mich auf (1986)
- Temudschin / Promosingle für Radiostationen (2007)
- In der Mongolei / Promosingle für Radiostationen (2007)